# Tysk-österrikiska backhopparveckan 1982/1983
Tysk-österrikiska backhopparveckan 1982/1983 ingick i backhoppningsvärldscupen 1982/1983. 
Man hoppade i Oberstdorf den 30 december 1982, den 1 januari 1983 hoppade man i Garmisch-Partenkirchen och den 4 januari 1983 hoppade man i Innsbruck. Sista deltävlingen i Bischofshofen hoppades den 6 januari 1983.

## Oberstdorf
- Datum: 30 december 1982
- Land:  Västtyskland
- Backe: Schattenbergschanze

| Placering | Hoppare           | Land      | Poäng |
| --------- | ----------------- | --------- | ----- |
| 01        | Horst Bulau       | Kanada    | 264,9 |
| 02        | Matti Nykänen     | Finland   | 261,8 |
| 03        | Armin Kogler      | Österrike | 255,2 |
| 04        | Richard Schallert | Österrike | 251,6 |
| 05        | Steinar Bråten    | Norge     | 251,0 |
| 06        | Hubert Neuper     | Österrike | 248,7 |
| 07        | Olav Hansson      | Norge     | 248,1 |
| 07        | Per Bergerud      | Norge     | 248,1 |
| 09        | Piotr Fijas       | Polen     | 247,0 |
| 010       | Ole Bremseth      | Norge     | 245,0 |

## Garmisch-Partenkirchen
- Datum: 1 januari 1983
- Land:  Västtyskland
- Backe: Große Olympiaschanze

| Placering | Hoppare         | Land            | Poäng |
| --------- | --------------- | --------------- | ----- |
| 01        | Armin Kogler    | Österrike       | 242,3 |
| 02        | Steinar Bråten  | Norge           | 242,2 |
| 03        | Jens Weissflog  | Östtyskland     | 241,5 |
| 04        | Jari Puikkonen  | Finland         | 238,5 |
| 04        | Matti Nykänen   | Finland         | 238,5 |
| 06        | Horst Bulau     | Kanada          | 236,5 |
| 07        | Per Bergerud    | Norge           | 235,9 |
| 08        | Klaus Ostwald   | Östtyskland     | 234,7 |
| 09        | Pentti Kokkonen | Finland         | 234,5 |
| 010       | Pavel Ploc      | Tjeckoslovakien | 232,2 |

## Innsbruck
- Datum: 4 januari 1983
- Land:  Österrike
- Backe: Bergiselschanze

| Placering | Hoppare           | Land        | Poäng |
| --------- | ----------------- | ----------- | ----- |
| 01        | Matti Nykänen     | Finland     | 249,5 |
| 02        | Jens Weißflog     | Östtyskland | 243,3 |
| 03        | Horst Bulau       | Kanada      | 241,9 |
| 04        | Ernst Vettori     | Österrike   | 238,6 |
| 05        | Pentti Kokkonen   | Finland     | 236,4 |
| 06        | Per Bergerud      | Norge       | 234,3 |
| 07        | Hansjörg Sumi     | Schweiz     | 228,4 |
| 07        | Ole Bremseth      | Norge       | 228,4 |
| 09        | Jari Puikkonen    | Finland     | 226,5 |
| 10        | Richard Schallert | Österrike   | 225,4 |

## Bischofshofen

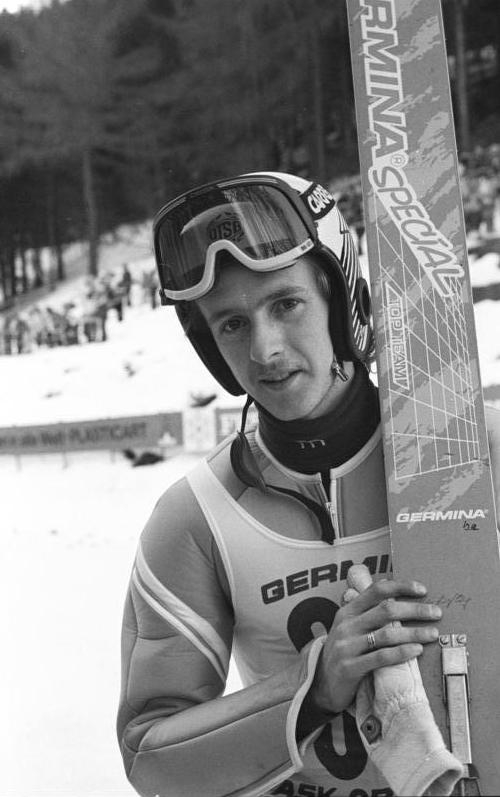
Jens Weißflog

- Datum: 6 januari 1983
- Land:  Österrike
- Backe: Paul-Ausserleitner-Schanze

| Placering | Hoppare           | Land        | Poäng |
| --------- | ----------------- | ----------- | ----- |
| 01        | Jens Weißflog     | Östtyskland | 256,7 |
| 02        | Olav Hansson      | Norge       | 249,7 |
| 03        | Richard Schallert | Österrike   | 248,7 |
| 04        | Klaus Ostwald     | Östtyskland | 245,0 |
| 05        | Pentti Kokkonen   | Finland     | 242,2 |
| 06        | Per Bergerud      | Norge       | 241,2 |
| 07        | Matti Nykänen     | Finland     | 240,0 |
| 08        | Steinar Bråten    | Norge       | 239,1 |
| 09        | Ole Bremseth      | Norge       | 237,8 |
| 10        | Ivar Mobekk       | Norge       | 233,0 |

## Slutställning
| Placering | Hoppare           | Land        | Poäng |
| --------- | ----------------- | ----------- | ----- |
| 01        | Matti Nykänen     | Finland     | 989,8 |
| 02        | Jens Weissflog    | Östtyskland | 972,2 |
| 03        | Horst Bulau       | Kanada      | 960,9 |
| 04        | Per Bergerud      | Norge       | 959,5 |
| 05        | Steinar Braaten   | Norge       | 955,1 |
| 06        | Richard Schallert | Österrike   | 954,9 |
| 07        | Pentti Kokkonen   | Finland     | 952,1 |
| 08        | Olav Hansson      | Norge       | 945,9 |
| 09        | Ole Bremseth      | Norge       | 936,8 |
| 010       | Klaus Ostwald     | Östtyskland | 929,1 |